# Eitzen II
Eitzen II (so genannt zur Unterscheidung von Eitzen I, einem Ortsteil von Bienenbüttel) ist ein Ortsteil der Gemeinde Hanstedt in der Samtgemeinde Bevensen-Ebstorf im niedersächsischen Landkreis Uelzen. Eitzen II gehört zur Kirchengemeinde St. Georg in Hanstedt.

## Geografie und Verkehrsanbindung
Eitzen II liegt nördlich des Kernortes Hanstedt I. Die Landesstraße L 233 verläuft östlich. Nördlich und östlich fließt der Oechtringer Bach. Das 12,8 ha große Naturschutzgebiet (NSG) Wettenbosteler Moor liegt nordwestlich. 

## Sehenswürdigkeiten
In der Liste der Baudenkmale in Hanstedt (Landkreis Uelzen) sind für Eitzen II drei Einzeldenkmale aufgeführt:
- Scheune, Baumstand entlang der Straße sowie Einfriedung (Eitzen II, Nr. 1)
- Treppenspeicher (Eitzen II, Nr. 2)
- Treppenspeicher (Eitzen II, Nr. 3)